# Matt Pini
Matthew James “Matt” Pini (Canberra, 21 marzo 1969) è un ex rugbista a 15 e allenatore di rugby a 15 australiano, internazionale per l'Australia e, successivamente, per l'Italia, selezioni con le quali disputò una Coppa del Mondo per parte.

## Biografia
Di professione idraulico, Pini si mise in luce rugbisticamente già ai tempi della scuola: fece parte della rappresentativa studentesca australiana e, successivamente, dell'Under-21.
Trasferitosi a Brisbane, debuttò nel 1994 negli Wallabies e un anno dopo fu selezionato da Bob Dwyer per la Coppa del Mondo di rugby 1995 in Sudafrica.
Tuttavia perse il posto dopo il primo incontro, una sconfitta proprio contro gli Springbok, e fu rimpiazzato da Matt Burke; perse anche il posto nella rappresentativa del Queensland a vantaggio di un altro nazionale, Tim Horan.
Quando stava per tornare alla sua professione, fu chiamato nel 1997 da Dwyer, nel frattempo trasferitosi in Inghilterra ad allenare il Leicester; questi gli comunicò che c'era un club della Premiership che necessitava di un estremo, e Pini, quando seppe che si trattava del Richmond, accettò.
Nel 1998, grazie ad ascendenze italiane, poté acquisire la doppia cittadinanza ed essere selezionato per la Nazionale allora diretta da Georges Coste; esordì per l'Italia nel 1998 nel torneo di qualificazione a Huddersfield contro Paesi Bassi e Inghilterra (rispettivamente vittoria e sconfitta).
Nel 1999, partecipando alla Coppa del Mondo, divenne tra i pochi giocatori ad avere disputato la competizione con due Nazionali diverse.
Nel 2000, dopo il Sei Nazioni, maturò la decisione di non giocare più in Nazionale per poter stare vicino alla famiglia, scelta che fu ufficializzata in settembre, all'inizio della prima delle tre stagioni con il Newport.
Nel 2003, dopo tre stagioni nel club gallese, abbandonò l'attività agonistica.
Dal 2007 allena la prima squadra del Gallopers Old Boys di Ashgrove, che milita nella Premiership del Queensland.